# Xylobolus
Xylobolus là một chi nấm trong họ Stereaceae. Chi này có 3 loài phân bố rộng khắp.